# 懂车帝
懂车帝是字节跳动旗下的一家汽车内容平台，于2017年正式上线。该平台原为字节跳动旗下新闻聚合应用今日头条的汽车频道。懂车帝主要以发布汽车相关内容起家，并推出了多个原创汽车节目，如《非常野》和《一万公里定律》等。

## 争议

### 汽车测评
懂车帝2023年冬测续航测试是一个旨在评估多款混合动力车型在严寒条件下的纯电续航达成率的测试，涉及约20个车型。结果显示，华为和赛力斯合作的问界M7增程版以31.6%的续航达成率排名最低，同时吉利和长城汽车旗下多款车型的续航达成率也不足40%。此测试结果遭到了华为智能汽车解决方案BU董事长余承东以及吉利控股集团高级副总裁杨学良的质疑。余承东在微信朋友圈怒斥其为「坑人的测试，误导民众」；杨学良则在新浪微博称测评过程「不科学、不严谨」，损害懂车帝自身公信力，而长城汽车甚至计划在北京召开针对懂车帝冬测标准的质疑沟通会。懂车帝回应称，「测试使用统一标准，符合用户冬季用车场景，不存在区别对待」。
此前“2023懂车帝夏测”的结果同样引发多家汽车品牌对其测试方法与结果的质疑。
2024年6月，懂车帝宣布2024夏测过程将直播展现。同时期，十余家汽车品牌宣布联合中国汽车技术研究中心有限公司开展“中汽夏测”，新华社记者张毅写文章评价称，懂车帝没有汽车测评专业资质、专业人员、专业设施、测评标准，根本没有资格去做汽车测评。
2024年11月，懂车帝购入30款车型进行碰撞测试，其中“30%重叠钻撞大货车”的结果及测试方法同样引发争议。
2025年7月，懂车帝原创节目中某款汽车辅助驾驶的测试结果引发争议，懂车帝发文回应称网传舆论与相关事实不符。